# بالارد (سیاتل)
بالارد (به انگلیسی: Ballard) یک منطقهٔ مسکونی در ایالات متحده آمریکا است که در واشینگتن واقع شده‌است.